# Емен
Вижте пояснителната страница за други значения на Емен.
Емен е село в Северна България. То се намира в община Велико Търново, област Велико Търново.

## География
Село Емен е разположено в живописните поли на Предбалкана, на 20 km западно от Велико Търново и на 8 km от магистралния път Велико Търново – София, в непосредствена близост до Еменския каньон на река Негованка.

## История
В едни от първите запазени документи името на селото се среща като Ямен.
През 1879 г. в Емен е изграден Православен храм „Свети Архангел Михаил“.
Жителите на село Емен са участвали изключително активно в Балканската война 1912 – 13 г. за освобождаване на останалите под османска власт българи и български територии. Само загиналите във войната са 11 мъже. Това са: Величко Косев Табаков, Иван Панайотов, Стоян Иванов Мънков, Христо Генов Шипкалията, Цанко Генчев Цанков, Иван Драганов Делидраганов, Стойчо Събев Малчев, Ради Стоянов Ганчев, Величко Георгиев Върбанов, Недялко Бончев, Христо Йорданов Герчев.
Още по-масово е участието на жителите на селото в Първата световна война (1915 – 18 г.) От участвалите във войната са загинали 16 мъже. Това са: Драган Йорданов Драганов (офицер), Недко Генчев Георгиев (офицер), Цоню Петков Колев (фелдфебел), Георги Й. Георгиев (старши подофицер), Станчо Димитров Недев, Колю Цонев Пенчев, Колю Дечев Трифонов, Цоню Славчев Пейков, Колю Косев Папазов, Недко Колев Папазов, Георги Рачев Танчев, Никола Цонев Стоянов, Милю Петров Милчев, Пеню Христов Тодоров, Марин Дамянов Стрезов, Станю Славчев Стрезов.
Хора от селото участват и в Отечествената война 1944 – 45 г. и дават една жертва – Пейко Монов Пейков. Убит през месец март 1945 година в Унгария.
Една жертва селото дава и по време на Септемврийското въстание през 1923 г. Това е Лазар Йорданов Карадраганов.
През 1958 г. в Емен е построено читалище „Светлина“. В Емен се провеждат родови срещи през годините 1974 и 2008.

## Население
Численост на населението според преброяванията през годините:
| \| Година на преброяване \| Численост \| \| --------------------- \| --------- \| \| 1934 \| 884 \| \| 1946 \| 865 \| \| 1956 \| 652 \| \| 1965 \| 384 \| \| 1975 \| 282 \| \| 1985 \| 179 \| \| 1992 \| 156 \| \| 2001 \| 103 \| \| 2011 \| 71 \| \| 2021 \| 71 \| |           |
| Година на преброяване | Численост |
| 1934 | 884       |
| 1946 | 865       |
| 1956 | 652       |
| 1965 | 384       |
| 1975 | 282       |
| 1985 | 179       |
| 1992 | 156       |
| 2001 | 103       |
| 2011 | 71        |
| 2021 | 71        |

### Етнически състав
Преброяване на населението през 2011 г.
Численост и дял на етническите групи според преброяването на населението през 2011 г.:
|                     | Численост | Дял (в %) |
| Общо                | 71        | 100.00    |
| Българи             | 60        | 84.50     |
| Турци               |           |           |
| Цигани              | 0         | 0.00      |
| Други               | 0         | 0.00      |
| Не се самоопределят |           |           |
| Неотговорили        | 7         | 9.85      |

## Религии
Християнство

## Обществени институции
Кметство, хотел, поща, ресторант.

## Културни и природни забележителности
Селото е известно с невероятната си природа, заради която всяка година в него се стичат хиляди туристи от страната и чужбина. Името на р. Негованка има латински произход и означава „къса река с близък извор“. Протичаща в Средния Предбалкан, тя е близо 60 km дълъг десен приток на Росица. Извира близо до връх Китка, югоизточно от с. Идилево, Севлиевско. Река Негованка образува живописен вкопан в скалите антицидентен пролом. Той започва южно от село Ново село, на 5 km от с. Емен. Прекъсва се от едно долинно разширение и по този начин се поделя на две части, които населението нарича Горен и Долен боаз.
Село Емен е разположено именно в това разширение, а в т.нар. Долен боаз (Еменски каньон) е изградена една от първите екопътеки в България. На 25 ноември 1980 г. Еменският каньон е обявен за природна забележителност под името „Каньонът на река Негованка“. Еменската екопътека минава от двете страни на каньона по пътечки, намиращи се на около 50 m височина. Стените на каньона са отвесни и високи около 80 – 90 m, като интересното е, че от едната страна високо на скалите има орлови гнезда, а от другата – останки от древен римски пост. Краят на екопътеката води до най-живописното място от целия маршрут – водопада Момин скок. Мястото, където се намира, е обградено от три страни със скали и само от изток е отворено.
В самото начало на Еменската екопътека се намира Еменската пещера. Тя е дълга 3113 m и заема седемнадесето място в списъка на най-дълбоките в България. В миналото е използвана последователно като гъбарник, като склад за узряване на сирене и като част от изградената над нея военна база. Като следствие от тази експлоатация на входа ѝ е излята бетонна плоча и в свода е пробита асансьорна шахта.
Освен най-известната Еменска пещера, в Долния боаз през 1985 – 1991 г. е открита голяма пещерна система, разположена между селата Мусина, Балван, Ново село, Емен, Добромирка и Вишовград с многобройни водни и сухи галерии. Това са пещерите „Русе“ (3306), „Бамбалова дупка“ (2923) и „Троана“ (3243).
Пещерата Троана е открита през 1989 година при спелеоложки проучвания в силно гориста местност на границата на землището на селото. Най-близкият асфалтов път е на 3 километра западно. В пещерата са картирани около 1500 метра. Интересна е с богатството си на натечни пещерни образувания и превъзхожда по атрактивност редица туристически благоустроени пещери в България. Най-представителни в това отношение са първите 500 метра.
От 6 до 15 юли 1984 г. е проведена природонаучна експедиция за изследване на фауната и флората на Еменския каньон. Тя е организирана от тогавашната Окръжна станция на младите агробиолози, бившия Комитет за опазване на околната среда и научни институти на Българската академия на науките. Събрани са ценни сведения за редица редки и застрашени видове гръбначни животни и висши растения. Сред птиците са установени орел змияр (Circaetus gallicus), черна каня (Milvus milvus), чухал (Otus scops), черен щъркел (Ciconia nigra) и мн. др.

## Редовни събития
В комплекс „Имението“ през август се организира традиционен пленер по градинска дървопластика. Най-добрите произведения са изложени в двора на комплекса.

## Личности
- Пейко Монов Пейков – убит през месец март 1945 година в Унгария.